# غاري فاينرتشوك
غاري فاينرتشوك (بالإنجليزية: Gary Vaynerchuk)‏ (المولود في جينادي فاينرتشوك في الرابع عشر من نوفمبر/تشرين الثاني، 1975) رائد أعمال أمريكي للعديد من المبادرات، وحاصل على لقب المؤلف صاحب الكتب الأكثر مبيعاً من نيويورك تايمز لأربع مرات، ومتحدث وشخصية بارزة على مستوى العالم بين مستخدمي الإنترنت. برز اسمه لأول مرة كأحد أبرز متذوقي النبيذ ومقيمينه. ونجح في رفع قيمة مجموعات الأعمال المملوكة لعائلته من 3 ملايين دولار إلى 60 مليون دولار، ويعرف فاينرتشوك بأنه أحد رواد التسويق الإلكتروني ووسائل الإعلام الاجتماعى، مع إدارته لشركتى فاينر ميديا وفاينر إكس في نيويورك.
فاينرتشوك هو مستثمر مموِّل ومستشار للعديد من الشركات مثل أوبر وبيرتشبوكس وسناب شات وفيسبوك وتويتر وتامبلر وغيرها من الشركات. وهو متحدث بارز على نحو منتظم في المؤتمرات العالمية لريادة الأعمال والتكنولوجيا.

## البدايات
ولد فاينرتشوك في الاتحاد السوفييتي وهاجر إلى الولايات المتحدة في عام 1978، بعد أن وقع الاتحاد السوفييتي على اتفاقية سالت 1، التي سمحت لليهود السوفييت بمغادرة البلاد مقابل القمح الأمريكي. عاش غاري وثمانية من أفراد أسرته في شقة استديو في كوينز، نيويورك. ومن كوينز انتقل فاينرتشوك وأسرته إلى إديسون في نيو جيرسي حيث أسس فاينرتشوك محلاً مرخصاً لبيع الليمونادة. كما تربّح آلاف الدولارات من تجارة بطاقات البيسبول في عطلات نهاية الأسبوع. وفي سن الرابعة عشرة انضم إلى الشركة المملوكة لأسرته لتجارة النبيذ بالتجزئة. تخرج فاينرتشوك حاصلاً على شهادة البكالوريوس من كلية ماونت إيدا في نيوتن، ماساتشوستس عام 1998.

## المسيرة المهنية

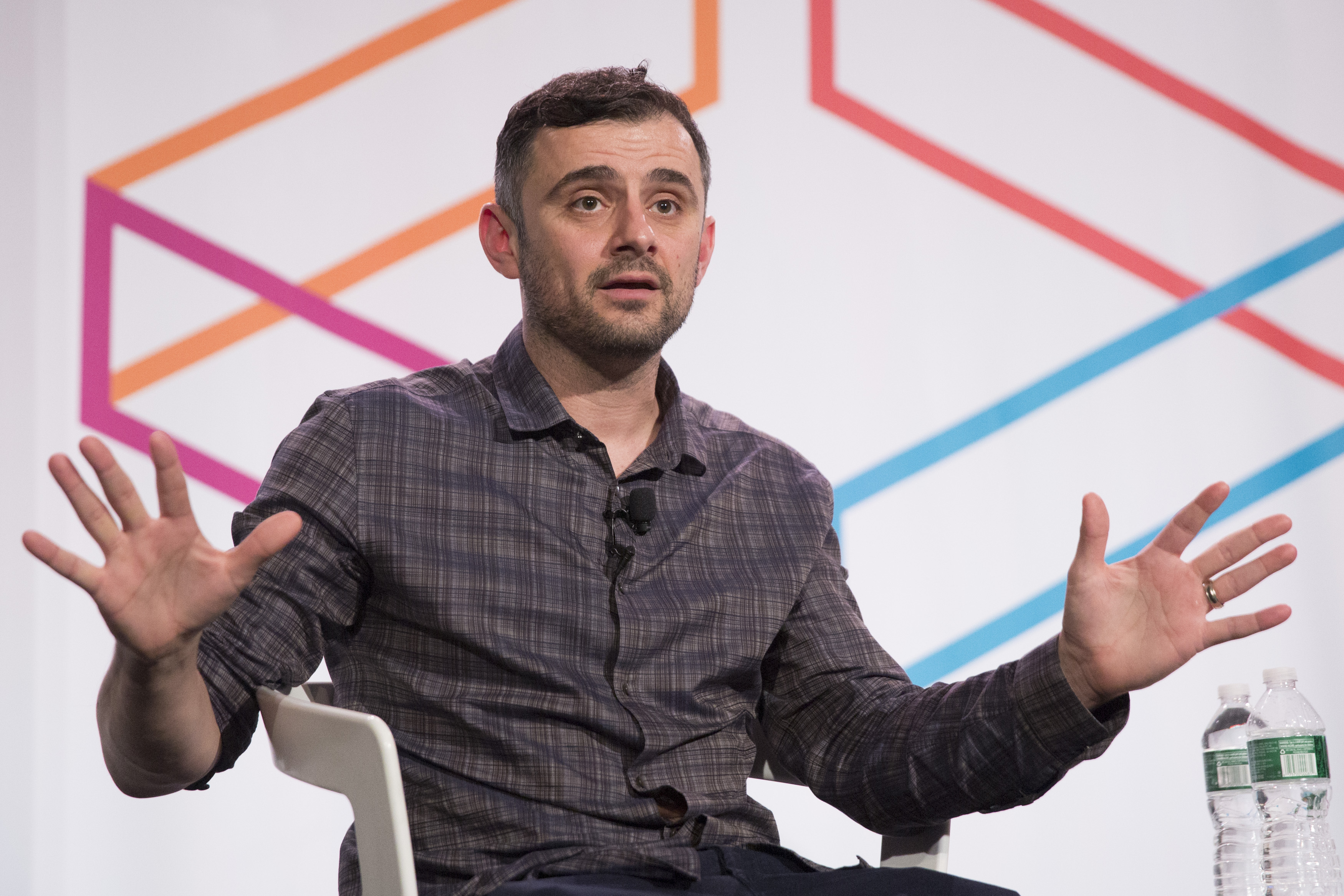
غاري فاينرتشوك، نيويورك 2015

### Wine Library
تولى فاينرتشوك بعد تخرجه عام 1999 مسؤولية إدارة متجر الخمور المملوك لوالده في سبرينج فيلد، بنيوجيرسي الذي حمل اسم Shopper's Discount Liquors. وأطلق غاري على المتجر اسم مكتبة النبيذ (Wine Library) ثم أضاف ميزة البيع عبر الإنترنت، وفي عام 2006 أطلق برنامجه مكتبة النبيذ (Wine Library) وهو عبارة عن نشرة تليفزيونية يومية عن النبيذ.
تمكن فاينرتشوك عن طريق الجمع بين التجارة الإلكترونية والتسويق عبر البريد الإلكتروني وتنظيم الأسعار من زيادة قيمة شركة أسرته من 3 ملايين دولار إلى 60 مليون دولار بحلول العام 2005. وفي أغسطس/آب 2011 أعلن فاينرتشوك عن تفرغه لتطوير وبناء شركة فاينر ميديا، وهي وكالة رقمية شارك مع أخيه في تأسيسها عام 2009.

### فاينر ميديا
في عام 2009 أسس غاري مع أخيه إيه جيه فاينرتشوك وكالة فاينر ميديا التي تتركز أعمالها في مجال الإعلام الاجتماعي. وتقدم هذه الشركة خدمات في مجال الإعلام الاجتماعي وخدمات إستراتيجية للعديد من الشركات المسجلة بقائمة فورتشن 500 (Fortune 500) مثل جنرال إلكتريك وأنهايزر بوش وموندليز وببسيكو. في عام 2015 صنفت فاينر ميديا كواحدة من شركات القائمة الأولى لشبكة Advertising Age آد آيدج (AdAge)]]. بلغ إجمالي عائدات شركة فاينر ميديا عام 2016 مبلغ 100 مليون دولار كما بلغ عدد موظفيها 600 موظف. ودخلت الشركة في شراكة مع شركة فيميو بهدف إقامة جسر للتواصل بين أصحاب العلامات التجارية وصناع الأفلام والمحتوى الإلكتروني.

### ذا غاليري (The Gallery)
في عام 2017 أشارت صحيفة وول ستريت جورنال إلى تأسيس فاينرتشوك لشركة ذا غاليري؛ وهي شركة جديدة تضم داخلها شركة بيور واو (PureWow) بعد استحوذا فاينرتشوك وRSE المساهمة عليها. كما تضم بجانبها العديد من المنشآت الإعلامية والمنشآت الخاصة بالمحتوى الإبداعي. يشغل الرئيس التنفيذي لبيور واو ريان هاروود منصب الرئيس التنفيذي لشركة ذا غاليري (The Gallery). وقد كتبت إحدى الشركات الشريكة لوكالة فاينر ميديا الرقمية وهي شركة ماركتنج داريف (Marketing Dive) عن بيور واو قائلة «إن اتحادها مع فاينر ميديا سيضمن تحقيق المزيد من الإمكانات في عالم الفيديو بفضل فرق العمل والموارد التي تعمل داخل الشركة.»

## الاستثمارات
امتلك فاينرتشوك العديد من الاستثمارات الشخصية باعتباره مستثمراً ممولاً. ومن تلك الاستثمارات المجلة النسائية بيور واو PureWow عام 2017. وصلت استثماراته أيضًا إلى شركات أوبر وفيسبوك وتويتر وفينمو والعشرات من الشركات الناشئة.

### فاينر RSE
بعد العديد من حالات الخروج من تمبلر وبادي ميديا أسس فاينرتشوك فاينر RSE كصندوق استثمار تبلغ قيمته 25 مليون دولاراً مع شركة RSE المساهمة بالتعاون مع Matt Higgins وبدعم من مالك فريق ميامي دوفلينز ستيفن روس. ويركز هذا الصندوق الاستثماري على تكنولوجيا المستهلك ويعمل كحاضنة للأعمال بالإضافة إلى قيامه بالاستثمار التمويلي التقليدي.

### بريف فنشرز
في عام 2014 تشارك فاينرتشوك مع رائدي التليفزيون الاجتماعي جيسي ردنيس وديفيد بيك وأسسوا معاً بريف فنشرز. تقدم هذه الشركة استشاراتها لشبكات التليفزيون بخصوص التكنولوجيا الناشئة فضلاً عن تمويل واحتضان التقنيات والشركات الناشئة على الشبكات الاجتماعية والشاشات المتعددة. في نوفمبر/تشرين الثاني 2016 أشارت إحدى المجلات إلى طلب شبكة Turner Broadcasting System من الشركة الاستشارية لبريف فنشرز تطوير أعمال وإستراتيجية علاماتها التجارية الرئيسية TBS وشبكة تورنر التلفزيونية.

### فاينر سبورتس
في عام 2016 ضخ فاينرتشوك استثمارات في وكالة سيمتري الرياضية وأسس وكالة فاينر سبورتس لتقديم خدمات التمثيل المتكامل للرياضيين. وفي عام 2017 قدمت فاينر سبورتس عددًا من لاعبي دورى كرة القدم الأمريكية من بينهم جالين ريفز مايبن وجون توث.

## الإعلام

### كوكب التطبيقات (Planet of the Apps)
في فبراير/شباط 2017 أعلنت شركة أبل وبروباجيت عن إطلاق مسلسل كوكب التطبيقات (Planet of the Apps) وهو من مسلسلات تليفزيون الواقع الذي يظهر فيه مجموعة من الشخصيات المتكررة منهم فاينرتشوك وويل آي آم وجوينيث بالترو. وصف هذا المسلسل بأنه مزيج بين برنامجي شارك تانك وأمريكان أيدول، حيث يقيّم فيه فاينرتشوك وفريقه عدداً من التطبيقات لمجموعة من المطورين الباحثين عن جذب استثمارات إليها. انضم إلى فريق المسلسل برودكت هنت للمشاركة في جولة تصل إلى أوستين وسان فرانسيسكو ولوس أنجلوس ونيويورك.

### DailyVee
DailyVee هو سلسلة وثائقية يومية مصورة تعرض على يوتيوب وتتناول ملامح حياة فاينرتشوك كأب ورجل أعمال ورئيس تنفيذي. بدأ فاينرتشوك منذ عام 2015 في تسجيل حلقات حول حياته ومقابلاته مع الآخرين فضلاً عن بث اجتماعاته مع المستثمرين وجلساته الإستراتيجية في فاينر ميديا. يطبق فاينرتشوك في المسلسل إستراتيجيات الإعلام الاجتماعي، لاسيما من خلال سناب شات، في سبيل التعريف بالتسويق عبر وسائل الإعلام الاجتماعي.

### برنامج اسأل غاري في# (#AskGaryVee Show)
أطلق فاينرتشوك عام 2014 برنامجه اسأل غاري في# (#AskGaryVee Show) على يوتيوب بالتعاون مع فريقه الشخصي لإنتاج المحتوى. يعرض فاينرتشوك في البرنامج الأسئلة التي تأتيه على تويتر وإنستجرام ويجيب عليها بصورة ارتجالية مميزة. تخضع أسئلة البرنامج - وفي الغالب ما يتعلق منها بريادة الأعمال والأسرة والعمل - لمراقبة مسبقة من فريق الإنتاج، لكن لا يطلع فاينرتشوك عليها حتى موعد تصوير كل حلقة من البرنامج. شكلت فكرة برنامج اسأل غاري في# مصدر إلهام لكتاب غارى الرابع اسأل غاري في#: رائد أعمال يقتحم عالم القيادة والإعلام الاجتماعي وتقدير الذات".

### برنامج Wine Library
قدم فاينرتشوك تدوينات مصورة على يوتيوب باسم "Wine Library TV" ("WLTV" أو "The Thunder Show") من 2006 إلى 2011 وقدم فيها مراجعات لأنواع النبيذ ومذاقاته ونصائح حوله. بدأ هذا البرنامج في فبراير/شباط 2006 وكان يجرى تصويره يوميًا في متجر Wine Library في سبرينج فيلد، نيو جيرسي. ظهر فاينر تشوك على غلاف عدد ديسمبر/كانون الأول 2008 من مجلة موتينير (Mutineer Magazine) الذي كان بداية لإطلاق سلسلة لقاءات "Mutineer Interview". وشملت قائمة النجوم الذين استضافتهم هذه اللقاءات جانيكس روبنسون وهايدي باريت وكيفن روز وتيموثي فيريس، وجيم كرامر مقدم برنامج (Mad Money) على شاشة شبكة CNBC، وواين غريتسكي وديك فيرمل.
وبعد 1000 حلقة قرر فاينرتشوك عام 2011 وقف البرنامج وإطلاق بث مصور بدلاً منه باسم The Daily Grape. كما أعلن فاينرتشوك في أغسطس/آب 2011 في برنامجه Daily Grape أنه سيتوقف عن بث مواد مصورة حول النبيذ.

### Wine & Web
أطلق فاينرتشوك في عام 2010 برنامجه Wine & Web على شبكة Sirius XM الإذاعية الفضائية. أدخل هذا البرنامج جزءاً خاصاً بمذاقات النبيذ الجديدة باسم نبيذ الأسبوع (Wine of the Week) يستعرض الأدوات والتوجهات السوقية والشركات الناشئة، مدمجاً في أحد المقاطع موقع الأسبوع (Web of the Week).

## المؤلَّفات

### اسحقها! (Crush It!)
وقع فاينرتشوك في مارس/آذار 2009 عقداً لكتابة عشرة كتب مع دار نشرهاربر كولنز مقابل ما يزيد على مليون دولار أمريكي وأصدر كتابه الأول بعنوان "اسحقها! (Crush It!) لماذا حان الوقت لتجعل شغفك مصدر دخل لك (Why Now is the Time to Cash in on your Passion) في أكتوبر/تشرين الأول 2009. وفي غضون بضعة أسابيع من إطلاق كتابه (Crush it!) تصدر قائمة أمازون للكتب الأكثر مبيعًا في مجال التسويق عبر الإنترنت. ووقع الكتاب كذلك في المركز الثاني لقائمة غلاف نيويورك تايمز لأكثر الكتب مبيعاً كما حصل على مركز في قائمة وول ستريت جورنال لأكثر الكتب مبيعاً. وقد تم تقديم كتابه  اسحقها! (Crush It!) في برامج ReadWrite وسي بي إس نيوزو Psychology Today. فضلاً عن ذلك كان هذا الكتاب أحد أوائل الكتب التي صدرت على منصة Vook الإلكترونية.

### اقتصاد الشكر (The Thank You Economy)
في عام 2011 وصل كتاب فاينرتشوك الثاني اقتصاد الشكر (The Thank You Economy) إلى المركز الثاني في غلاف قائمة توصيات نيويورك تايمز للكتب الأكثر مبيعاً. ويستعرض كتاب اقتصاد الشكر (The Thank You Economy) عدداً من العوامل الناعمة التي تؤدي إلى بناء علاقة بين الشركات والمستهلكين.

### اضرب، اضرب، اضرب ثم خطافية يمنى (Jab, Jab, Jab, Right-Hook)
في عام 2013 أصدر فاينرتشوك كتابه الثالث اضرب، اضرب، اضرب ثم خطافية يمنى (Jab, Jab, Jab, Right Hook): كيف تخبر عالم الإعلام الاجتماعي المليء بالضوضاء بقصتك (How to Tell Your Story in a Noisy Social World) عن دار نشر Harper Business. ويتناول كتاب فاينرتشوك الثالث الإستراتيجيات والتكتيكات التي يجب أن تطبقها الشركات في عالم الإعلام الاجتماعي أو تتجنبها وذلك بإلقاء الضوء على حملات وإستراتيجيات ناجحة وفاشلة على أبرز منصات الإعلام الاجتماعي. وتصدر كتاب اضرب، اضرب، اضرب ثم خطافية يمنى (Jab, Jab, Jab, Right-Hook) قائمة الكتب التجارية لوول ستريت جورنال وحل في المركز الرابع لغلاف قائمة نيويورك تايمز للكتب الأكثر مبيعاً.

### اسأل غاري في: رائد أعمال يقتحم عالم القيادة والإعلام الاجتماعي وتقدير الذات
أطلق فاينرتشوك في مارس/أذار 2016 كتابه الرابع اسأل غاري في: رائد أعمال يقتحم عالم القيادة والإعلام الاجتماعي وتقدير الذات (One Entrepreneur's Take on Leadership, Social Media, and Self-Awareness)، عن دار نشر Harper Business، كجزء من هاربر كولنز. تقوم فكرة هذا الكتاب على سلسلة حلقات اسأل غاري في# (#AskGaryVee) التي قدمها على يوتيوب، حيث جمع فاينرتشوك أفضل الأسئلة والإجابات التي قدمت في برنامجه على يوتيوب في كتاب واحد مقسم إلى خمسة أجزاء من بينها تقدير الذات والتربية وأنشطة ريادة الأعمال. وحصل كتاب اسأل غاري في# (#AskGaryVee) على المركز الرابع في قائمة مجلة النيويورك تايمز للكتب الأفضل مبيعاً.

## التقديرات
ظهر فاينرتشوك على صفحات "نيويورك تايمز"و وول ستريت جورنال, ومجلة GQ، والتايم، كما ظهر في برنامج Late Night مع كونان أوبرين[53] كما ظهر في برنامج Late Night مع كونان أوبرين[52] كما ظهر في برنامج Late Night مع كونان أوبرين[52] كما ظهر في برنامج Late Night مع كونان أوبرين[52] كما ظهر في برنامج Late Night مع كونان أوبرين[52] كما ظهر في برنامج Late Night مع كونان أوبرين[52] كما ظهر في برنامج Late Night مع كونان أوبرين[52] كما ظهر في برنامج Late Night مع كونان أوبرين وإلين. في عام 2006 حصل فاينرتشوك على وصف "أول معلم للنبيذ في تاريخ اليوتيوب  "والنجم الجديد في عالم النبيذ"  وقال عنه روب نيوسم - أحد صانعي النبيذ في ولاية واشنطن - "باستثناء روبرت باركر، فربما يكون هو أكثر نقاد النبيذ تأثيراً في الولايات المتحدة". منحت مجلة Market Watch غاري فاينرتشوك في عام 2003 جائزة شخصية Market Watch ليصبح بذلك أصغر فائز بها. في يوليو/حزيران 2009 وضعت مجلة Decanter فاينرتشوك في المرتبة رقم 40 في تصنيف "قائمة القوة" التي تعرض الأشخاص المؤثرين في صناعة النبيذ وذكرت أنه "يمثل قوة التدوين".
وفي عام 2011 رشحت وول ستريت جورنال فاينرتشوك لقائمة الإنجازات الكبيرة للشركات الصغيرة على تويتر، ورشحه أسبوع أعمال بلومبرغ لقائمته التي تحتوي على أسماء 20 شخصية ينبغي لكل رائد أعمال متابعتها. وفي 2013 كتب فاينرتشوك موضوغ غلاف عدد مجلة Inc. بعنوان "كيف تتقن التعامل مع منصات الإعلام الاجتماعي الأربعة الرئيسية.”
وفي عام 2014 تم ترشيحه لقائمة فورتشن لأبرز 40 شخصية تحت الأربعين واختير للتحكيم في مهرجان ملكة جمال أمريكا. وعام 2015 تم ترشيحه لقائمة دار نشر Crain's New York Business لأبرز 40 شخصية تحت الأربعين، ورشح لقائمة مجلة Inc. "لأهم 25 متحدث بارز في الإعلام الاجتماعي ينبغي معرفتهم.” كما شارك فاينرتشوك عام 2016 في لجنة تحكيم مسابقة Genius Awards.

## ثبت المراجع
- اسأل جاري في# (#AskGaryVee): رائد أعمال يقتحم عالم القيادة والإعلام الاجتماعي وتقدير الذات، مجلد (One Entrepreneur's Take on Leadership, Social Media, and Self-Awareness Hardcover) (2016) ISBN 0-06-227312-4
- اضرب، اضرب، اضرب ثم خطافية يمنى (Jab, Jab, Jab, Right-Hook) (2013) ISBN 1-59486-882-4
- اقتصاد الشكر (The Thank You Economy) (2011) ISBN 0-06-191418-5
- اسحقها! (Crush It!) لماذا حان الوقت لتجعل شغفك مصدر دخل لك (Why Now is the Time to Cash in on your Passion) (2009) ISBN 0-06-191417-7
- مائة نوع ونوع من نبيذ غاري فاينرتشوك (Gary Vaynerchuk's 101 Wines): اصبغ عالمك بالإلهام والمتعة والإثارة (Guaranteed to Inspire, Delight, and Bring Thunder to Your World)" (2008) ISBN 1-59486-882-4

## روابط خارجية
- غاري فاينرتشوك على موقع IMDb (الإنجليزية)
- غاري فاينرتشوك على موقع إن إن دي بي (الإنجليزية)
- غاري فاينرتشوك على موقع قاعدة بيانات الفيلم (الإنجليزية)
- غاري فاينرتشوك على موقع كينوبويسك (الروسية)